# Gebhardshain
Gebhardshain – miejscowość i gmina w Niemczech, w kraju związkowym Nadrenia-Palatynat, w powiecie Altenkirchen, wchodzi w skład gminy związkowj Betzdorf-Gebhardshain. Do 31 grudnia 2016 siedziba gminy związkowej Gebhardshain.